# Hans Rumpf (Verfahrenstechniker)
Hans Rumpf (* 26. Juni 1911 in Langenschwalbach im Taunus; † 4. Dezember 1976 in Heidelberg) war ein deutscher Verfahrenstechniker, Universitätsprofessor und Hochschulpolitiker.

## Leben
Nach dem Studium des Maschinenbaus in Darmstadt und Dresden, wo er sein Diplom als Ingenieur erwarb, promovierte Rumpf 1939 in Karlsruhe bei Wilhelm Spannhake mit dem Thema „Über die bei der Bewegung von Pulvern in spiraligen Luftströmungen auftretende Sichtwirkung“. Er arbeitete bei der IG Farben in Ludwigshafen, bei der Maschinenfabrik Alpine in Augsburg und bei der Bayer AG in Leverkusen.
Ab 1957 leitete Rumpf beinahe 20 Jahre das neu gegründete Institut für Mechanische Verfahrenstechnik der Technischen Hochschule Karlsruhe (heute Karlsruher Institut für Technologie). Rumpf war der erste bundesdeutsche Wissenschaftler, der sich systematisch mit der Wissenschaftstheorie der Technikwissenschaften auseinandersetzte. Von Hans Lenk, Simon Moser und Klaus Schönert als Herausgeber erschien 1981 eine Auswahl von Schriften zur Technikphilosophie und Techniksoziologie aus Rumpfs Nachlass im VDI-Verlag Zudem widmete er sich wissenschaftstheoretischen Untersuchungen der Technikwissenschaften im Kontext der Nobilitierung der Technikwissenschaften in der Bundesrepublik Deutschland durch den philosophischen Diskurs.
Unter seinen Doktoranden waren Ingenieure aller Richtungen, Physiker, Chemiker und Mathematiker vertreten. Aus ihnen gingen 19 Hochschulprofessoren hervor, die in seinem Sinn die heutige Verfahrenstechnik prägen. Dabei ist insbesondere Klaus Schönert als herausragender Schüler zu erwähnen, der an der TU Clausthal systematisch Zerkleinerungsprozesse im Rahmen der Mechanischen Verfahrenstechnik erforschte und sie auch technologisch mit der Entwicklung der Hochdruckwalzenmühle mit großem Erfolg vorantrieb. Zu seinen weiteren Studenten zählten:
- Fritz Ebert, Universität Kaiserslautern
- Hans-Hermann Gildemeister, Fachhochschule Kön
- Wolfgang Hess, Fachhochschule Flensburg
- Lajos Kiss, Fachhochschule Nürnberg
- Bernd Koglin, Universitäten Karlsruhe und Köln
- Hans Peter Kurz, Fachhochschule Niederrhein, Krefeld
- Kurt Leschonski, Technische Universität Clausthal
- Friedrich Löffler, Universität Karlsruhe
- Otto Molerus, Universität Erlangen
- Walter Müller, Technische Universität Clausthal
- Manfred Pahl, Universität-Gesamthochschule Paderborn
- Reinhard Polke, Universität Karlsruhe
- Helmar Schubert, Universität Karlsruhe
- Jörg Schwedes, Technische Universität Braunschweig
- Karl Sommer, Technische Universität München
- Matthias Stieß, Fachhochschule Nürnberg
- Reiner Weichert, Technische Universität Clausthal

Rumpf fügte erstmals die bereits vorhandenen Einzelkenntnisse auf dem Gebiet der Mechanischen Verfahrenstechnik zu einem systematisch aufgebauten Lehrgebiet zusammen und baute es weiter aus. Die empirisch gewonnenen Kenntnisse in der Mechanischen Verfahrenstechnik wurden durch ihn auf ihre physikalischen Grundlagen zurückgeführt und davon ausgehend die Kenntnisse erweitert und die Verfahren und Maschinen verbessert. Für die Konstituierung der Mechanischen Verfahrenstechnik als Technikwissenschaft ist sein Aufsatz von zentraler Bedeutung.
Rumpf hatte zahlreiche Ämter inne und erhielt viele Ehrungen. Von 1966 bis 1968 war er Rektor der damaligen Universität Karlsruhe. Er war außerdem Präsident der Westdeutschen Rektorenkonferenz, Ehrendoktor der Universität Bradford in England, erhielt 1973 die Arnold-Eucken-Medaille der Forschungs-Gesellschaft Verfahrenstechnik, war Mitglied der Heidelberger Akademie der Wissenschaften und erhielt die DECHEMA-Medaille sowie die Grashof-Denkmünze des Vereins Deutscher Ingenieure (1977).
Mit der ihm zu Ehren von der DECHEMA und der VDI-Gesellschaft Verfahrenstechnik und Chemieingenieurwesen verliehenen Hans-Rumpf-Medaille werden grundlegende Arbeiten auf dem Gebiet der Mechanischen Verfahrenstechnik gewürdigt.